# Розенгартен (Харбург)
Розенгартен (нем. Rosengarten) — община в Германии, ганзейский город, расположен в земле Нижняя Саксония.
Входит в состав района Харбург. Население составляет 13 477 человек (на 31 декабря 2010 года). Занимает площадь 63,67 км².
Община подразделяется на 10 сельских округов.
На горе Ганнаберг находится станция «Rosengarten», которая транслирует радиопрограммы NDR 1 Niedersachsen (103,2 МГц/20 кВт), Radio ffn (100,6 МГц/20 кВт), Hit-Radio Antenne (105,1 МГц/20 кВт) и N-Joy (91,4 МГц/0,3 кВт).